# Farven på øl
Der findes forskellige skalaer for farveintensiteten på øl. De to mest almindelige er SRM (Standard Reference Method) og EBC (European Brewing Convention). De to skalaer tager begge udgangspunkt i spektroskopi. 

## Sammenhæng mellem SRM og EBC
SRM er den officielle  
måleenhed der bruges ved internationale konkurrencer. Denne enhed blev opfundet i Amerika og som svar på denne begyndte de europæiske bryggere at indføre skalaen EBC. I starten var sammenhængen mellem SRM og EBC umiddelbart svær at kategorisere grundet forskellige bølgelængder i spektroskopien. I 1991 blev EBC-skalaen dog lavet om så man brugte samme bølgelænge (430 nm) som SRM og siden da har sammenhængen været:
{\displaystyle {\mbox{EBC}}={\mbox{SRM}}\times 1.97}
{\displaystyle {\mbox{SRM}}={\mbox{EBC}}\times .508}

## Farveskalaen[2]
| Farve                    | SRM værdi |
| ------------------------ | --------- |
| Strågul                  | 2-3       |
| Gul                      | 3-4       |
| Gylden                   | 5-6       |
| Rav                      | 6-9       |
| Mørk rav/lys kobber      | 10-14     |
| Kobber                   | 14-17     |
| Mørk kobber/lysebrun     | 17-19     |
| Brun                     | 19-22     |
| Mørkebrun                | 22-30     |
| Meget mørkebrun          | 30-35     |
| Sort                     | 30 +      |
| Sort, ikke gennemsigtigt | 40 +      |